# Chrysogorgia
Chrysogorgia — рід коралових поліпів з ряду Alcyonacea.

## Поширення
Рід поширений в тропічних і помірних водах Атлантичного, Індійського і Тихого океанів. Ці корали мешкають рифи та глибокі дна, а також підводні гори, поховані в осадових породах або прикріплені до скель. Трапляються на глибині від 31 до 4327 м, а діапазон температур від -1,54 до 28,03 °C.

## Опис
Колонії утворюють деревоподібні структури. Структура осі складається зі стебла, на кінці якого або навколо нього у вигляді правильного спірального візерунка ростуть гілки, розділені на дихотомічні розгалуження. Цей скелет сильно кальцифікований, також складається з горгоніну та має характерний металево-золотий колір.
Поліпи короткі, від 1 до 3 мм, і мають 8 щупалець. Зазвичай рожевого, жовтого або білого кольору, вони ростуть на гілках, розташованих нерівномірно або регулярно, залежно від виду. Розташовуються часто на кінці гілок.

## Види
- Chrysogorgia abludo Pante & Watling, 2011
- Chrysogorgia acanthella (Wright & Studer, 1889)
- Chrysogorgia admete Bayer & Stefani, 1988
- Chrysogorgia agassizii (Verrill, 1883)
- Chrysogorgia anastomosans Versluys, 1902
- Chrysogorgia antarctica Cairns, 2002
- Chrysogorgia arborescens Nutting, 1908
- Chrysogorgia artospira Pante & Watling, 2011
- Chrysogorgia averta Pante & Watling, 2011
- Chrysogorgia axillaris (Wright & Studer, 1889)
- Chrysogorgia bracteata Bayer & Stefani, 1988
- Chrysogorgia calypso Bayer & Stefani, 1988
- Chrysogorgia campanula Madsen, 1944
- Chrysogorgia cavea Kinoshita, 1913
- Chrysogorgia chryseis Bayer & Stefani, 1988
- Chrysogorgia comans Kinoshita, 1913
- Chrysogorgia constricta Hiles, 1899
- Chrysogorgia cupressa (Wright & Studer, 1889)
- Chrysogorgia curvata Versluys, 1902
- Chrysogorgia debilis Kükenthal, 1908
- Chrysogorgia delicata Nutting, 1908
- Chrysogorgia dendritica Xu, Zhan & Xu, 2020
- Chrysogorgia desbonni Duchassaing & Michelotti, 1864
- Chrysogorgia dichotoma Thomson & Henderson, 1906
- Chrysogorgia dispersa Kükenthal, 1908
- Chrysogorgia electra Bayer & Stefani, 1988
- Chrysogorgia elegans (Verrill, 1883)
- Chrysogorgia excavata Kükenthal, 1908
- Chrysogorgia expansa (Wright & Studer, 1889)
- Chrysogorgia fewkesii Verrill, 1883
- Chrysogorgia flavescens Nutting, 1908
- Chrysogorgia flexilis (Wright & Studer, 1889)
- Chrysogorgia fruticosa (Studer, 1894)
- Chrysogorgia geniculata (Wright & Studer, 1889)
- Chrysogorgia gracilis Xu, Zhan & Xu, 2020
- Chrysogorgia herdendorfi Cairns, 2001
- Chrysogorgia indica Thomson & Henderson, 1906
- Chrysogorgia intermedia Versluys, 1902
- Chrysogorgia irregularis Thomson & Henderson, 1906
- Chrysogorgia japonica (Wright & Studer, 1889)
- Chrysogorgia laevorsa Cairns, 2018
- Chrysogorgia lata Versluys, 1902
- Chrysogorgia midas Cairns, 2018
- Chrysogorgia minuta Kinoshita, 1913
- Chrysogorgia mixta Versluys, 1902
- Chrysogorgia multiflora Deichmann, 1936
- Chrysogorgia octagonos Versluys, 1902
- Chrysogorgia okinosensis Kinoshita, 1913
- Chrysogorgia orientalis Versluys, 1902
- Chrysogorgia papillosa Kinoshita, 1913
- Chrysogorgia pellucida Kükenthal, 1908
- Chrysogorgia pendula Versluys, 1902
- Chrysogorgia pentasticha Versluys, 1902
- Chrysogorgia pusilla Versluys, 1902
- Chrysogorgia pyramidalis Kükenthal, 1908
- Chrysogorgia quadruplex Thomson, 1927
- Chrysogorgia ramificans Xu & al., 2019
- Chrysogorgia ramosa Versluys, 1902
- Chrysogorgia rigida Versluys, 1902
- Chrysogorgia rotunda Kinoshita, 1913
- Chrysogorgia scintillans Bayer & Stefani, 1988
- Chrysogorgia sibogae Versluys, 1902
- Chrysogorgia sphaerica Aurivillius, 1931
- Chrysogorgia spiculosa (Verrill, 1883)
- Chrysogorgia squamata (Verrill, 1883)
- Chrysogorgia stellata Nutting, 1908
- Chrysogorgia tetrasticha Versluys, 1902
- Chrysogorgia thyrsiformis Deichmann, 1936
- Chrysogorgia tricaulis Pante & Watling, 2011
- Chrysogorgia tuberculata Cordeiro, Castro & Pérez, 2015
- Chrysogorgia upsilonia Cordeiro, Castro & Pérez, 2015
- Chrysogorgia versluysi Kinoshita, 1913